# Poste de combat
Un navire de guerre est au poste de combat lorsque toutes les dispositions, au matériel et au personnel, ont été prises pour qu’il puisse 
engager le combat et utiliser ses armes.

## Appel aux postes de combat
À l’ordre « Aux postes de combat » donné sur le réseau de diffusion intérieure du bord et doublé par la sonnerie de clairon traditionnelle (aujourd’hui le plus souvent enregistrée), chaque membre de l’équipage va occuper une fonction prédéterminée (son poste de combat) listée sur le rôle de combat.
En particulier, les « centres nerveux » du navire sont entièrement armés (c’est-à-dire que toutes leurs fonctions sont assurées) : passerelle, poste central (PC) propulsion, PC sécurité et central opérations (CO); les équipes d’intervention sécurité sont équipées et prêtes à intervenir. Les armes sont mises en disposition de tir et leurs servants sont à leurs postes. Portes et panneaux étanches sont fermés et verrouillés. Sur certains navires de surface et selon le type de menace, on peut établir une surpression par rapport à l’atmosphère, de façon que de l’air contaminé par des agents chimiques ou radioactifs ne pénètre pas.
Le poste de combat est maintenu aussi longtemps que nécessaire, mais est à terme éprouvant pour l’équipage. 
Au Canada, les Forces armées canadiennes utilisent le «Stand to» d'origine anglaise afin de mettre les troupes en alerte et désigner le branle-bas de combat, et ce aussi bien en anglais qu'en français.

## «Branle-bas de combat» ou «Branlebas de combat»

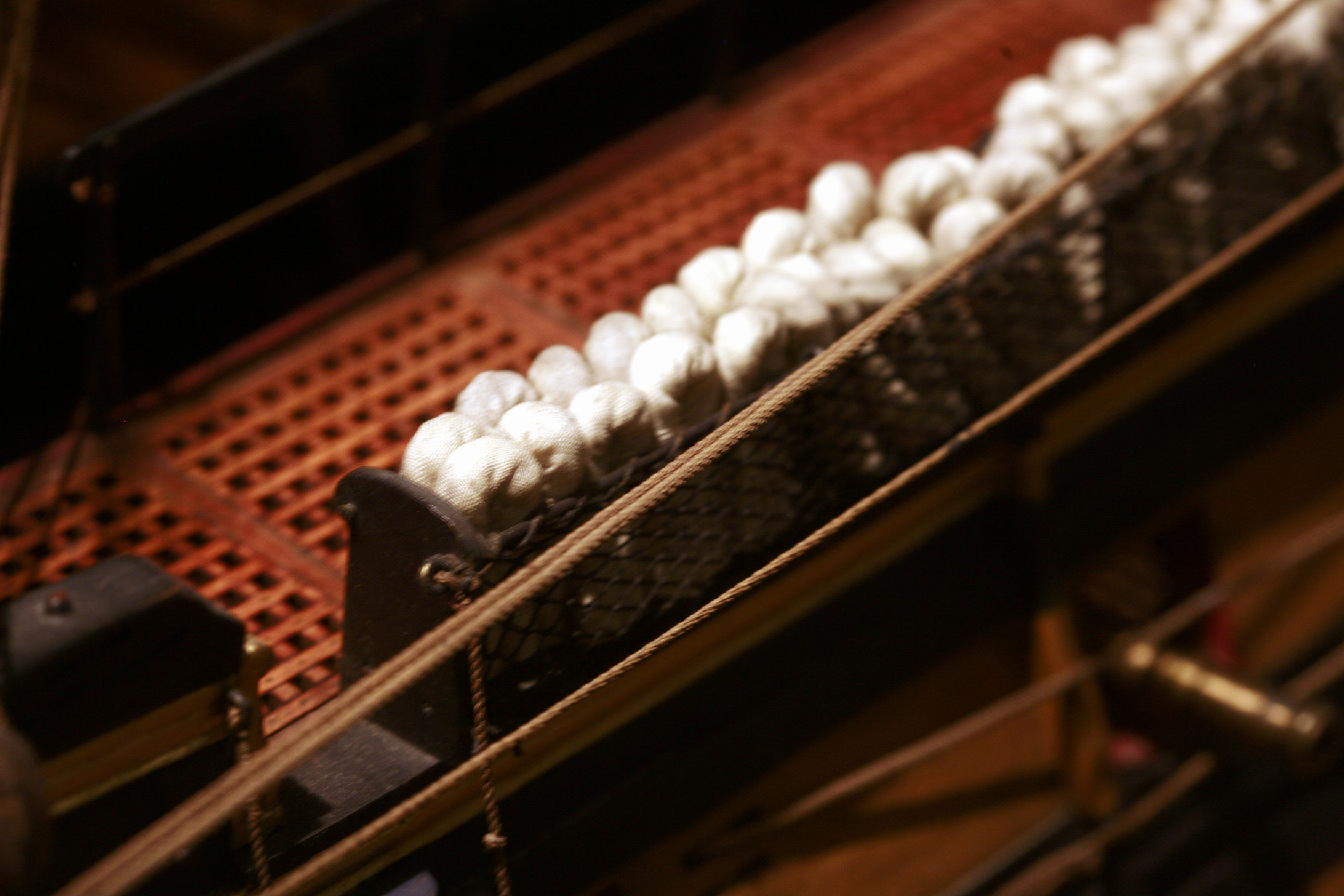
Hamacs en position de combat sur la maquette dite du Protecteur exposée au Musée de la Marine de Paris

Autrefois, le branle-bas de combat était l’ordre donné au clairon pour appeler l’ensemble de l’équipage à son poste de combat.
Le terme « branle-bas de combat » vient de l’action de dégager les hamacs (« branle » en termes de marine) des ponts d’artillerie des vaisseaux et de les disposer roulés le long du pont supérieur pour servir de protection supplémentaire contre la mitraille ennemie. En temps de guerre, on appelait aux postes de combat chaque jour juste avant l’aube pour le cas où un navire ennemi serait repéré avec le soleil levant.
Selon le Dictionnaire de la marine à voile de Bonnefoux et Paris, « branlebas » peut se décliner de différentes façons :
- le branlebas s'apparente à un branlebas de nettoyage
- « branlebas ! », le contraire de « bas les branles ».
- « branlebas général ! » ou « branlebas de combat ! », pour l'exécution de la procédure de préparation du navire au combat.

Il y avait donc divers branlebas, du nettoyage à la préparation au combat.
Le terme « branle-bas » subsiste toujours dans la marine moderne mais il est utilisé dans un autre contexte : c’est le signal pour le réveil de l’équipage, lui aussi traditionnellement donné par une sonnerie de clairon.